# MTV (kênh truyền hình châu Á)
MTV châu Á là một kênh âm nhạc, giải trí 24 giờ, thuộc sở hữu của MTV Networks khu vực Châu Á Thái Bình Dương, thuộc một bộ phận của Viacom. Kênh là được phát sóng tại các khu vực Đông Nam Á trên mạng truyền hình cáp, truyền hình vệ tinh bao gồm Singapore (StarHub TV), Malaysia (Astro), Hồng Kông (NOW TV), Indonesia (Indovision, TelkomVision, First Media), Thái Lan (TrueVisions), Việt Nam (K+, VCTV, HTVC), Philippines (Dream Satellite TV, Global Destiny Cable, Cablelink, SkyCable). Ngoài các quốc gia này, Philippines, Indonesia, Thái Lan và Việt Nam cũng có các phiên bản MTV riêng của nước mình.(Hiện nay đã trở thành nhóm của MTV châu Á)

## Lịch sử
MTV châu Á đã ra mắt váo tháng 1 năm 1992, là kênh truyền hình liên doanh giữa Star TV và Viacom, nhưng sau đó, hợp đồng phát sóng giữa STAR TV và MTV đã hết hạn vào ngày 01 tháng 5 năm 1994. Điều này dẫn đến sự ra đời của Channel V. MTV châu Á đã được phát sóng trở lại vào tháng 3 tháng năm 1995. Kênh có trụ sở mới tại Singapore. Ban đầu, MTV phát sóng thêm các kênh địa phương gồm: MTV Mandarin (bao gồm MTV Trung Quốc và MTV Đài Loan sau này). Cả hai kênh âm nhạc riêng biệt trong các nét văn hoá khác nhau của Trung Quốc, Đài Loan), tiếp theo là MTV châu Á (MTV dành cho khu vực Đông Nam Á) và sau đó là MTV Ấn Độ. Hiện tại, MTV châu Á đã có tất cả 11 kênh MTV địa phương khác nhau trên toàn châu Á gồm: MTV Việt Nam, MTV Nhật Bản, MTV Hàn Quốc, MTV Thái Lan, MTV Pakistan, MTV Indonesia,... và mới nhất là MTV Middle East cho người xem ở Trung Đông. Ngày 16 tháng 2 năm 2010, MTV Philippines đã ngưng phát sóng. Sau đó, MTV Thái Lan ngưng phát sóng Analog (2011),chuyển sang NOW TV. MTV Việt Nam đã thành công khởi động vào ngày 1 tháng 7 năm 2011. Trang web chính thức của MTV châu Á được thành lập vào năm 1995
Từ ngày 1 tháng 5 năm 2021, các chương trình của MTV Châu Á được rút ngắn xuống còn tám giờ phát sóng từ 4:00 chiều đến 12:00 sáng (SGT) để nhường chỗ cho các chương trình simulcast từ kênh MTV Live.
Sau 27 năm phát sóng, MTV châu Á chính thức kết thúc phát sóng vào ngày 1 tháng 9 năm 2022 lúc 12:09:59 sáng (SGT) với chương trình cuối cùng "High Definition Hits!" từ kênh MTV Live. Bắt đầu từ 12:10:00 sáng (SGT), MTV Châu Á sẽ được đổi tên thành MTV 90s trên khắp Đông Nam Á (hoặc MTV Live ở các quốc gia được chọn bao gồm cả Malaysia) do nội dung tái cấu trúc theo kế hoạch của Paramount Networks EMEAA (một đơn vị thuộc sở hữu của Paramount International Networks của Paramount Global) để chuẩn bị ra mắt Paramount+ Đông Nam Á. Tuy nhiên, các nền tảng truyền thông xã hội MTV Châu Á sẽ vẫn là trang web cổng thông tin kỹ thuật số và cập nhật tin tức giải trí.

## Logo

Logo MTV Đông Nam Á từ ngày 3 tháng 5 năm 1995 đến năm 2009
Logo MTV Đông Nam Á từ năm 2009 đến ngày 30 tháng 6 năm 2011
Logo MTV Đông Nam Á từ ngày 1 tháng 7 năm 2011 đến ngày 14 tháng 9 năm 2021
Logo MTV Đông Nam Á từ ngày 14 tháng 9 năm 2021 đến ngày 1 tháng 9 năm 2022

## VJ hiện tại
- Utt Panichkul
- Holly Grabarek

## Một số Cựu VJ
- Colby Miller
- Jamie Aditya
- Sonia Couling
- Jeff Enos
- Nadya Hutagalung
- Kerry Kasem
- Mike Kasem